# Ваховяк, Фридрих
Фридрих «Фридель» Ваховяк (нем. Friedrich «Friedel» Wachowiak; 13 февраля 1920, Дортмунд, Веймарская республика — 16 июля 1944 , Кан, Нормандия, Франция) — лётчик-ас, истребитель люфтваффе, лейтенант. Кавалер Рыцарского креста Железного креста (5 апреля 1942). Одержал не менее 86 побед на Восточном фронте.

## Биография
Участник Второй мировой войны. Служил в 52-й истребительной эскадре и 3-й истребительной эскадре «Удет». Летал на Messerschmitt Bf.109.
Свои первые воздушные победы одержал над британскими ВВС в 1940 году.
В конце 1941 года записал на свой счёт 20-ю победу, а 40-ю — в марте 1942 года.
Первая победа на Восточном фронте одержана им 1 мая 1942 года. 7 мая 1942 года сообщил о своей 62-й, а 29 ноября 1942 года — 86-й победе.
5 апреля 1942 года был награждён Рыцарским крестом Железного креста
В 1943—1944 года временно служил инструктором лётчиков истребителей, в мае 1944 года вернулся на фронт, переведен в Нормандию, где летал на JG 52 .
16 июля 1944 года Ф. Ваховяк сбит во время воздушного боя с британским истребителем «Supermarine Spitfire» у Кана, (Нормандия).
Точное количество воздушных побед Вачовяка не известно. Ему приписывали не менее 86 побед на Восточном фронте. Мать лётчика сообщала, что он одержал около 120 побед, а его однополчане заявили, что Ф. Ваховяк сбил около 140 самолетов противника.

## Награды
- Железный крест 2-го и 1-го класса (1939)
- Золотой крест ордена «Доблестный авиатор» (Румыния)
- Нагрудный знак пилота
- Почётный Кубок люфтваффе (15 декабря 1941)
- Золотой Немецкий крест (22 января 1942)
- Авиационная планка Люфтваффе в золоте
- Рыцарский крест Железного креста (5 апреля 1942) — за 46 побед, одержанных в 160 боевых вылетах.

Ф. Ваховяк был также представлен к награждению «Дубовыми листьями» к его Рыцарскому кресту Железного креста.